# Estádio Thammasat

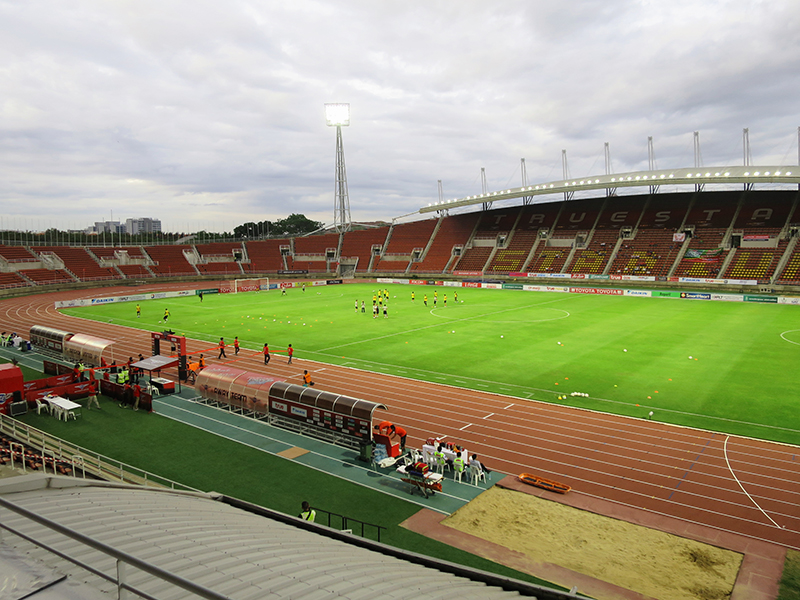
Estádio Thammasat

O EstádioThammasat é um estádio multiuso na cidade de Rangsit, Pathum Thani, Tailândia. Atualmente é usado principalmente para jogos de futebol e tem capacidade para 25.000 pessoas. Fica no campus Rangsit da Universidade Thammasat, cerca de 42 km ao norte de Bangkok. O Estádio foi construído para sediar os Jogos Asiáticos de 1998 pela construtora Christiani and Nielsen - a mesma que construiu o Monumento à Democracia em Bangkok.
Sua interface se parece com uma versão em menor escala do Estádio Rajamangala em Bangkok. As tribunas formam um anel contínuo que é mais baixo atrás de cada gol, mas se elevam nas laterais. Ao contrário do Rajamangala, porém, o Thammasat tem um telhado cobrindo as duas tribunas laterais.

## Instalações
- Estádio
- Centro Esportivo Aquático Thammasat

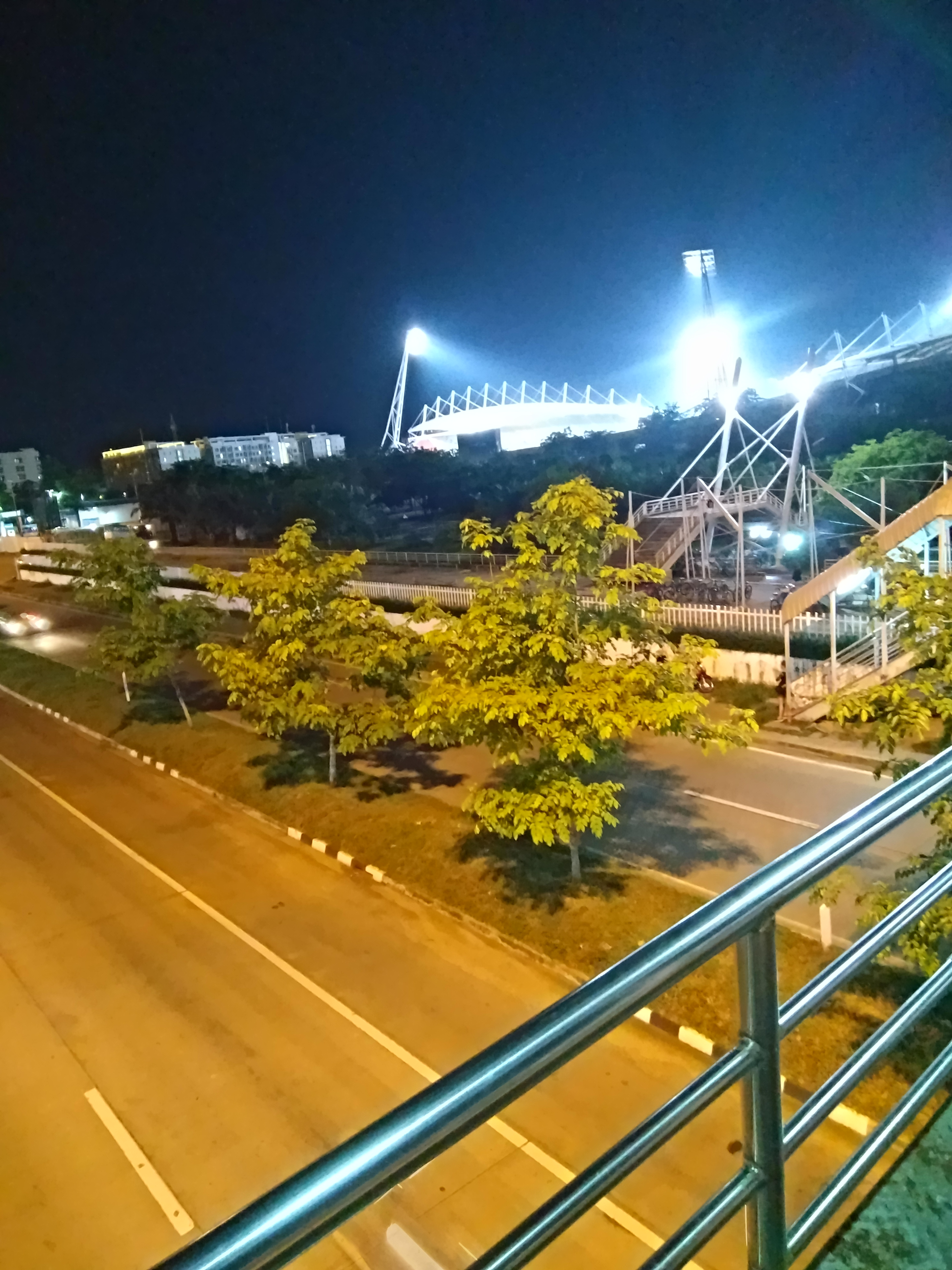

- Ginásio 1
- Ginásio 2
- Ginásio 3
- Ginásio 4
- Ginásio 5
- Ginásio 6
- Ginásio 7

## Equipes operadoras do Estádio
- PEA entre 2001-2002
- INSEE Police F.C. entre 2011-2014
- Dome FC 2015-atualmente
- Bangkok United 2016-atualmente